# Sic transit gloria mundi
Pour les articles homonymes, voir Mundi.
Sic transit gloria mundi est une locution latine qui signifie : « Ainsi passe la gloire du monde ».

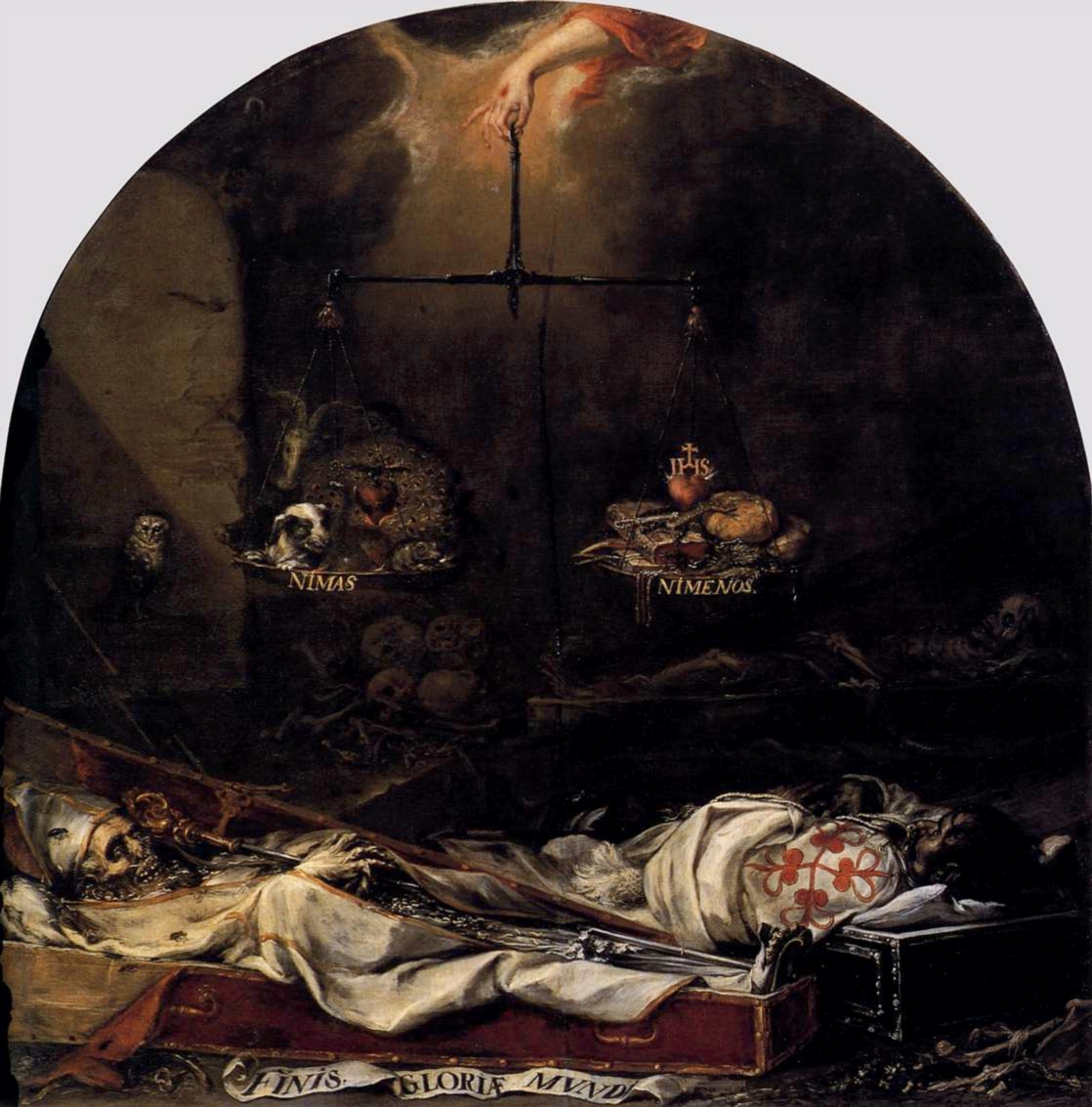
Finis Gloriae Mundi (« la fin de la gloire du monde ») par Juan de Valdés Leal (entre 1670 et 1672).

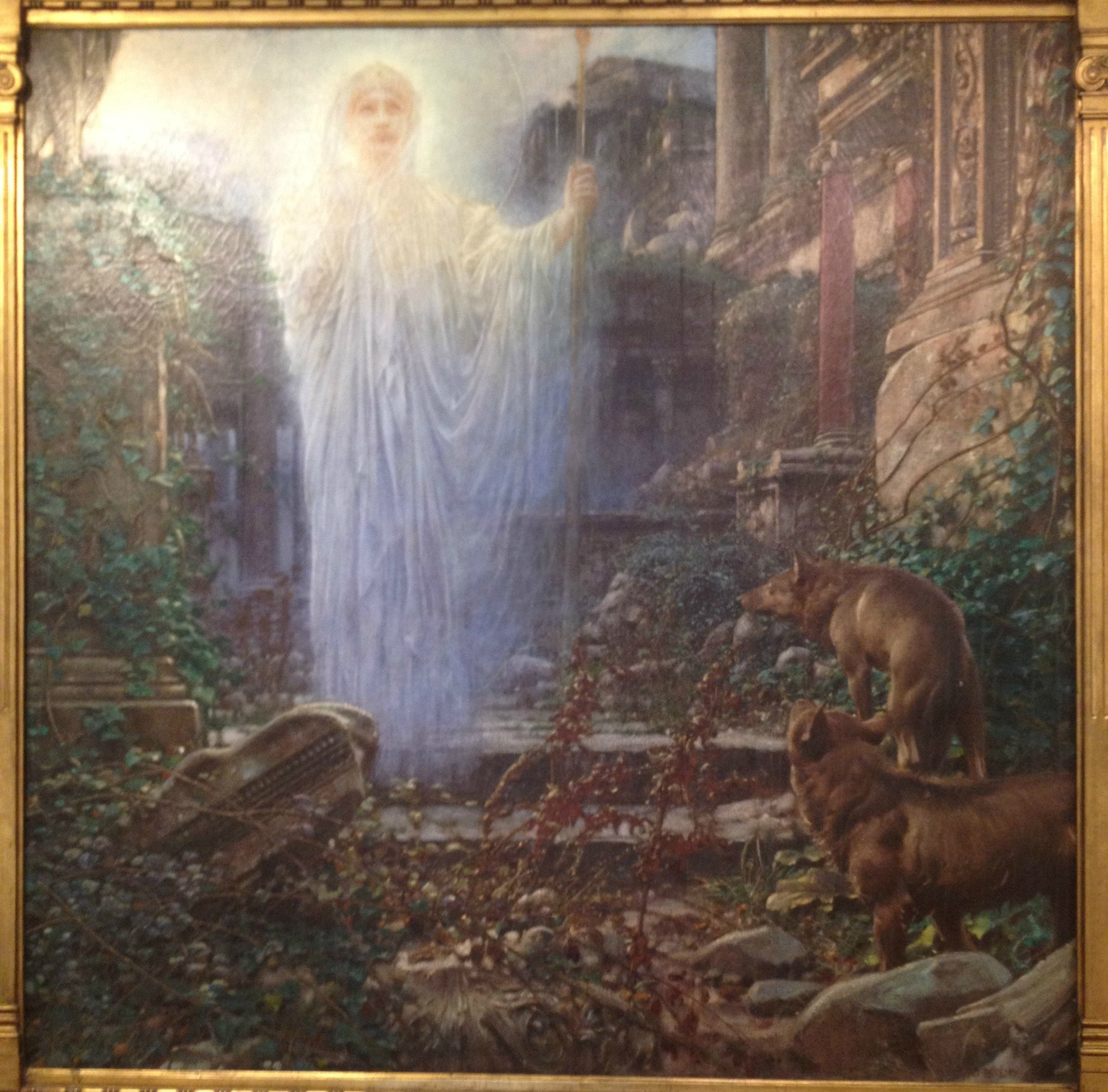
Panneau central de Sic transit par Adolf Hirémy-Hirschl.

Par son rappel des conditions éphémères de l'existence terrestre et son thème proche de celui des vanités, cette expression est à rapprocher de plusieurs autres locutions latines : Memento mori (« Garde à l'esprit que tu es mortel »), formule datant de la Rome antique ; Vanitas vanitatum et omnia vanitas (« Vanité des vanités et tout est vanité »), tirée du Livre de l'Ecclésiaste ; In ictu oculi (« En un clin d’œil ») tirée de la Première épître aux Corinthiens.
Lors de la cérémonie d'intronisation d'un nouveau pape, il était de coutume depuis le XIIIe siècle qu'un moine se présentât par trois fois devant lui pour brûler à ses pieds une mèche d'étoupe et lui annoncer « Sancte Pater, sic transit gloria mundi » : « Saint Père, ainsi passe la gloire du monde ».

## Historique
Les premières mentions de ce rituel au Vatican remontent au XIIIe siècle dans les écrits du dominicain Étienne de Bourbon. Le prêtre et chroniqueur Adam de Usk en parle également dans son Chronicon lors du couronnement d'Innocent VII en 1404, à Pise. Une forme légèrement différente est présente dans L'Imitation de Jésus-Christ de Thomas a Kempis (écrit à la fin du XIVe siècle) : O quam cito transit gloria mundi (« Oh comme la gloire du monde passe rapidement »).
Le rituel a cessé en 1978 avec le pape Jean-Paul Ier, qui a également renoncé à la tiare et au couronnement. 
Ce rite rappelle au souverain pontife qu'il n'est qu'un homme, devant se garder de tout orgueil ou vanité. Il s'inspire de l'Empire byzantin où, lors de la cérémonie d'intronisation d'un nouvel empereur, des servants lui apportaient des os humains et des cendres. Il est également à rapprocher de l'antique pratique romaine où, durant le triomphe d'un général victorieux, un esclave se tenait à ses côtés dans la parade pour lui murmurer « Hominem te esse » (« Toi aussi tu n'es qu’un homme ») ou « Memento mori » (« Rappelle-toi que tu mourras »).

## Dans la littérature
- Dans Métaphysique des tubes, le narrateur détourne la formule par "Sic transit tubi gloria" (ainsi passe la gloire du tube) après sa "seconde naissance".